# Xenàgores
Xenàgores (Xenagoras, Ξεναγόρας) fou un historiador grec, esmentat per Dionís d'Halicarnàs. Fou el pare de l'historiador Nimfis i es creu que hauria viscut a la primera part del segle ii aC. Va escriure un llibre titulat Χρόνοι, i un sobre illes titulat Περὶ νήσων.